# Imanol Garciandia
Imanol Garciandia Alustiza (Urretxu, 30 de abril de 1995) é um jogador de handebol espanhol.

## Carreira
Garciandia aprendeu a jogar handebol no SD Urola, um clube esportivo nos dois municípios de Urretxu e Zumarraga no País Basco. O canhoto ingressou no clube da primeira divisão CB Ciudad de Logroño em 2015 via Sanlo EKT em Elgoibar, com quem terminou em segundo lugar na Liga ASOBAL atrás do FC Barcelona na temporada 2015-16. Na Copa del Rey em 2016-17 e 2017-18, ele e o time da região de La Rioja só perderam na final contra o Barça, assim como na Copa ASOBAL 2015-16 e na Supercopa ASOBAL 2017-18. Na Taça dos Campeões Europeus, ganhou experiência na Liga dos Campeões da EHF de 2015–16 e 2016–17 e na Taça EHF de 2017–18, 2018–19 e 2019–20. Pelo Ciudad de Logroño, o Garciandia marcou 378 golos em 139 jogos da liga. Na temporada 2020–21, Garciandia jogou pelo clube Pays d'Aix na Starligue francesa, onde marcou 104 golos em 30 jogos. Na temporada 2021–22, Garciandia assinou contrato com o clube húngaro da primeira divisão Pick Szeged. Com o Szeged, ganhou o campeonato húngaro em 2022. Na Liga dos Campeões da EHF de 2021–22, a equipa chegou às oitavas-de-final.
Garciandia estreou pela seleção espanhola em 20 de junho de 2018 contra a Polônia. Nos subsequentes Jogos do Mediterrâneo de 2018 em Tarragona, ele ganhou a medalha de bronze com a seleção e a medalha de ouro nos Jogos do Mediterrâneo de 2022. Ele participou de um Campeonato Mundial pela primeira vez em janeiro de 2023 na Polônia e na Suécia. Ele ganhou a medalha de bronze com a seleção espanhola no Campeonato Mundial de 2023.
Até janeiro de 2023, Garciandia havia disputado 47 partidas internacionais, nas quais marcou 120 gols. Nos Jogos Olímpicos de Verão de 2024, em Paris, conquistou a medalha de bronze no torneio masculino do handebol, após vencer confronto contra a equipe eslovena por 23–22 na disputa pelo terceiro lugar.